# Mario Zatelli
Mario Zatelli, né le 21 décembre 1912 à Sétif en Algérie et mort le 7 janvier 2004 à Sainte-Maxime en France, est un joueur international et entraîneur de football français.
Bien qu'il ait porté le maillot et entraîné de nombreux clubs, son nom est particulièrement associé à l'Olympique de Marseille, dont il est un attaquant prolifique dans les années 1930 et 1940, puis l'entraîneur ayant, encore aujourd'hui, dirigé le plus grand nombre de matchs.

## Carrière de joueur

### En club
Né en Algérie de fils d'immigrés italiens, Mario Zatelli grandit au Maroc à l'époque du protectorat français. Son premier club de football est un patronage de Casablanca, qu'il rejoint à 12 ans. Particulièrement doué au poste d'attaquant, il commence une carrière de footballeur à l'Union sportive marocaine de Casablanca, avec laquelle il débute en équipe première en 1929, à 16 ans, et remporte le championnat d'Afrique du Nord trois années de suite, en 1932, 1933 et 1934,,.
Mario Zatelli est décrit comme un « attaquant de surface de réparation », doté d'une belle frappe de balle et capable de gestes spectaculaires, mais aussi d'une vision du jeu qui lui permet de trouver le coéquipier le mieux placé. C'est un spécialiste des reprises de volée et un excellent remiseur pour ses coéquipiers. Just Fontaine, qui jouera également pour l'USM au début des années 1950, le cite parmi ses modèles.
En 1935, il est recruté par l'Olympique de Marseille en championnat de France professionnel, sur la recommandation de Charles Elkabbach, recruteur pied-noir du club marseillais. Le club mène les négociations contractuelles avec Zatelli et Georges Janin, un autre Français de l'USM, par télégramme, durant des semaines pendant lesquelles le club et les joueurs utilisent les noms de code « Lisette » et « Jeanette » afin d'éviter d'être démasqués. L'important trafic télégraphique entre Marseille et l'Afrique du Nord conduit la gendarmerie à soupçonner un temps un trafic de femmes. Zatelli et le club s'accordent finalement sur une prime de 50 000 francs au moment de la signature et un salaire mensuel de 1 500 francs (environ le double du salaire d'un ouvrier), plus primes. Il travaille en parallèle comme employé de banque.
Sous le maillot de l'OM et la direction de l’entraîneur József Eisenhoffer, Zatelli remporte le championnat de France en 1936-1937. Le 10 janvier 1937, il inscrit un quadruplé contre le Racing Club de Roubaix. La saison suivante, le club termine à la seconde place du championnat et remporte la Coupe de France face au FC Metz. Zatelli joue la finale, qui va au bout des prolongations, malgré une mauvaise grippe, et parvient même à être à l'origine des deux buts de son équipe,. Parmi ses coéquipiers emblématiques, Joseph Alcazar, Emmanuel Aznar, Abdelkader Ben Bouali, Willy Kohut, Edmond Weiskopf et les gardiens de but Laurent Di Lorto et Jaguaré. Zatelli figure lors de chacune de ses trois saisons à Marseille parmi les dix meilleurs buteurs du championnat : il est 9e en 1936 (en n'ayant joué que 19 matchs sur 30), 2e en 1937 avec 28 buts (en 21 matchs !), et 7e en 1938. Le « beau Mario », comme on le surnomme du fait de sa coiffure et de son attitude décontractée, n'en est pas moins une « personne passionnée et modeste » en privé.

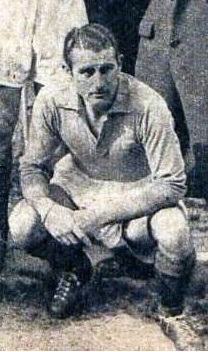
Mario Zatelli en 1943, sous le maillot du Toulouse FC.

En 1938, Zatelli est transféré pour 380 000 francs - record de l'époque en France - au Racing Club de Paris. Diminué par une blessure, il ne peut jouer que 14 des 30 matchs de championnat, que son équipe termine au 3e rang. Le Racing remporte aussi la Coupe de France mais Zatelli ne joue pas la finale.
En septembre 1939, la France mobilise son armée et déclare la guerre à l'Allemagne, le championnat professionnel de football est suspendu. Convalescent après une opération de l’appendicite, Zatelli quitte Paris pour le Maroc, ou il rechausse ses crampons avec son ancien club de l'US Marocaine. À son retour en France, le pays est occupé. Zatelli signe en 1940 au Toulouse FC, avec d'autres joueurs internationaux français comme Maurice Dupuis, Raoul Diagne, Curt Keller et Jean Bastien, son coéquipier à Marseille et Paris. Ils forment alors une des meilleures équipes du pays. Toulouse remporte en 1941 la finale de coupe de la « zone non occupée », Zatelli marquant le seul but du match contre l'AS Saint-Étienne, avant de s'incliner en finale interzone contre les Girondins de Bordeaux. Deuxième des championnats de zone Sud 1941 et 1942, le T.F.C. termine enfin en tête de son championnat en 1943 devant Grenoble.
Zatelli retourne à Marseille en 1943, où il joue pour la nouvelle Équipe fédérale Marseille-Provence créée par les autorités en remplacement des clubs professionnels. L’équipe termine à une anecdotique 9e place en championnat. La saison suivante, les clubs sont de nouveau autorisés, et Zatelli retourne semble-t-il à Toulouse,.
En 1945, alors que la guerre prend fin et que les compétitions professionnelles sont remises sur place, Zatelli fait son retour à l'Olympique de Marseille. Il fait deux saisons pleines entre 1945 et 1947. En 1947-1948, il ne joue que deux rencontres de championnat. Il marque lors de son dernier match officiel en octobre 1947 contre le RC Strasbourg, et fait sa toute dernière apparition sous le maillot olympien lors d'un match amical contre une sélection de Budapest en janvier 1948. En fin de saison, l'OM est sacré champion de France. Pour Mario Zatelli, il s'agit de son deuxième titre. Son bilan à l'OM est de 87 buts en 114 matchs de championnat, et 146 buts en 187 matchs au total.
Zatelli met alors fin à sa carrière professionnelle de joueur et devient entraîneur-joueur à un niveau amateur, d'abord à Saint-André, semble-t-il en Division d'honneur, pendant deux ans, puis au SC Draguignan, en Championnat de France amateur, et plus tard, en 1953-1954, de l'Olympique Hussein Dey, en Division d'honneur en Algérie.

### En équipe nationale
À l’époque du protectorat français au Maroc, Zatelli joue pour la sélection marocaine, alors représentative du championnat marocain. Il participe notamment à une victoire contre l'équipe de France B,.
Il est sélectionné en équipe de France pour la Coupe du monde de 1938. Alors au meilleur de sa forme, il s'attend à jouer mais n'est pas utilisé, le sélectionneur Gaston Barreau lui préférant Jean Nicolas à son poste, puis Désiré Koranyi après le tournoi. Plus tard, il se plaindra d'un traitement inégal des joueurs venus du Sud, notamment des pieds-noirs comme lui,.
Mario Zatelli joue finalement son seul match international A pour les Bleus en janvier 1939 lors d'une victoire 4-0 sur la Pologne, au cours de laquelle il marque son seul but sur un service de Larbi Benbarek, autre ancien de l'USM Casablanca.

## Carrière d'entraîneur
Devenu entraîneur-joueur à Saint-André dès la fin de sa carrière professionnelle en 1948, Mario Zatelli obtient en 1950 son diplôme d'entraîneur. Il est major de sa promotion. En 1950-1951, il dirige le SC Draguignan, qu'il mène au sommet du groupe Sud de Championnat de France amateur, avant de s'incliner en finale nationale contre l'UA Sedan-Torcy.
Son premier club professionnel est l'OGC Nice, champion de France en titre, dont il est nommé directeur sportif en 1951-1952 car l'entraîneur Numa Andoire n'a pas de licence d'instructeur de football. L'équipe remporte cette année-là le doublé coupe-championnat et atteint la finale de la Coupe latine, perdue face au FC Barcelone (0-1). En novembre 1952, Zatelli est nommé officiellement entraîneur, alors que l’équipe niçoise connaît un début de saison décevant. Elle termine finalement au 13e rang, un point seulement devant le Racing de Paris, premier relégué. Il est remplacé par l'Anglais George Berry pour la saison suivante.
Après cet épisode, Zatelli dirige en 1953-1954 l'Olympique d'Hussein-Dey, en Division d'honneur en Algérie, puis pendant cinq saisons le FC La Voulte-Valence, en Championnat de France amateur.
Il fait son retour dans le football professionnel en 1959, quand il est nommé par le Football Club de Nancy, qui vient d’être relégué en deuxième division. Il parvient à faire remonter immédiatement l’équipe nancéienne, puis à la maintenir brillamment en première division. En 1962, le FCN termine à une excellente 4e place en championnat, et accède à la finale de la Coupe de France après un parcours délicat, Nancy devant éliminer Reims et Metz. Plus de 12 000 supporters viennent de Lorraine soutenir l’équipe à Colombes face à l'AS Saint-Étienne, fraîchement reléguée en D2. Donnés favoris, les hommes de Zatelli s'inclinent pourtant en fin de match (1-0). Les Rouge et Blanc connaissent ensuite deux saisons beaucoup plus difficiles, et finalement sont relégués en fin de saison 1963-1964.

### Olympique de Marseille

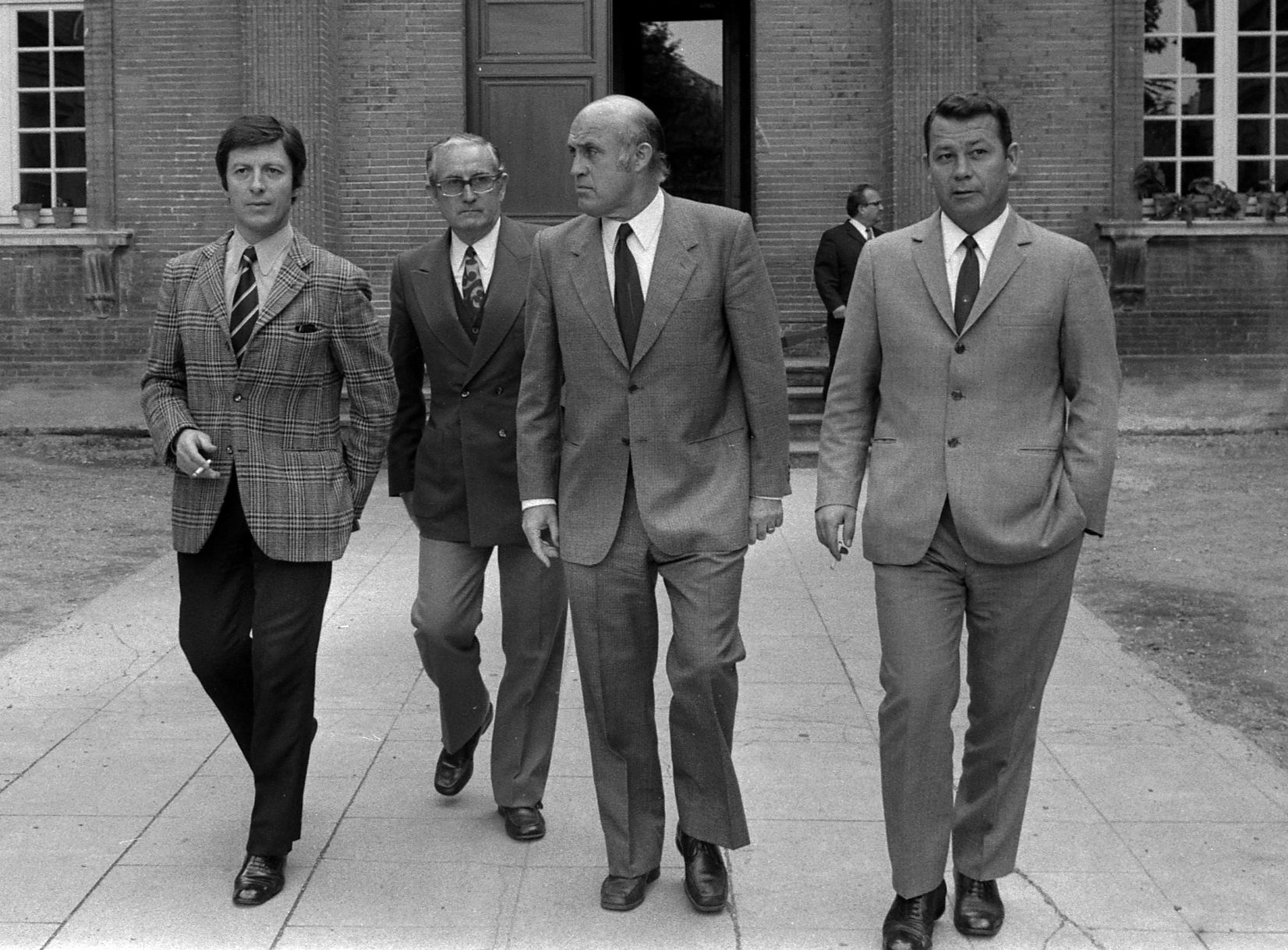
De g. à d. : Pierre Danos, Mario Zatelli, Lucien Leduc et Just Fontaine, en 1971.

À l'été 1964, Zatelli est à Bruxelles, où les responsables du Daring Club lui offrent un contrat, lorsqu'il reçoit un appel de l'Olympique de Marseille pour en devenir l’entraîneur. Il quitte immédiatement la capitale belge et s'engage avec le club marseillais, qui traverse alors une de ses périodes sportives et financières les plus noires. Le club évolue en deuxième division et les hommes de Jean Robin ont raté de peu la remontée en Division 1 en 1963-1964. A posteriori, Zatelli explique qu'il avait plu continuellement à Bruxelles et qu'il aurait choisi de retourner à Marseille même si cela avait été pour entraîner les pupilles.
La première saison de Zatelli, qui doit faire avec une équipe très rajeunie après le départ de nombreux titulaires, est encore plus difficile que la précédente, l'OM flirtant avec les dernières places avant de finir au 14e rang sur 16,. Le match joué à domicile contre l'US Forbach au stade Vélodrome marque le record du plus faible nombre de spectateurs de l'histoire du club, avec seulement 434 spectateurs payants. En fin de saison, un dépôt de bilan est évoqué. Marcel Leclerc, chef d'entreprise à Marseille, rachète alors le club. Zatelli obtient le recrutement d'une demi-douzaine de joueurs pour renforcer l'équipe. Cela fonctionne et à la fin de la saison 1965-1966, les joueurs de Zatelli retrouvent la première division en finissant à la deuxième place derrière le Stade de Reims. Pourtant Zatelli est remplacé dans la foulée par l'expérimenté Robert Domergue, mais reste au club. Il s'occupe notamment de l’équipe réserve de 1965 à 1969 puis en 1970-1971. Les relations entre le président Leclerc et Mario Zatelli sont apparemment cycliques, faites de respect mutuel et d'une certaine impatience et impulsivité.
Après deux exercices prometteurs, l'OM connaît un début de saison 1968-1969 difficile, au point de pointer au dernier rang après onze journées. Leclerc demande alors à Zatelli de prendre à son tour le relais de Domergue. Bien qu'ils ne parviennent pas à rattraper les équipes de tète en championnat, les joueurs de Zatelli couronnent leur saison en remportant la Coupe de France, en battant en finale les Girondins de Bordeaux (2-0). La saison suivante, l'équipe marseillaise, forte d'un secteur offensif très prolifique composé du Camerounais Joseph Yegba Maya, de Charly Loubet, du Croate Josip Skoblar et du Suédois Roger Magnusson, termine vice-championne de France derrière l'AS Saint-Étienne.
Bien qu'il ait mené l'OM à la deuxième place du championnat en 1970 et que l'équipe soit en tête du championnat après 16 journées, le président Leclerc décide en décembre 1970 d'écarter une nouvelle fois Zatelli du banc, en le nommant cette fois directeur sportif, et le remplacer par Lucien Leduc ; peu après, Zatelli est nommé entraîneur de l'année par France Football, et l'OM remporte le 3e titre de champion de son histoire après une lutte acharnée contre le rival stéphanois. En 1971-1972, pour leur première participation en Coupe d'Europe des clubs champions, les Marseillais s'inclinent face à l'Ajax Amsterdam de Johan Cruyff et Johan Neeskens. En mars 1972, alors que l'équipe est en tête du championnat et engagée en quart de finale de Coupe de France, Leduc est écarté à son tour et Zatelli invité à lui succéder. L'OM réalise au bout du compte un historique doublé coupe-championnat, en maintenant son avance sur le Nîmes Olympique en championnat et battant le SEC Bastia en finale de coupe.
Accusé de détournement de fonds, le président du club Marcel Leclerc est contraint de démissionner en juillet 1972. Zatelli doit de nouveau laisser sa place sur le banc, à l'Allemand Kurt Linder cette fois. Ce dernier est écarté en mars 1973 alors que le club est 3e. Zatelli est rappelé pour finir la saison, conclue au même rang, et cède une dernière fois son poste au mois d’août.
À 60 ans, c'est son dernier passage sur le banc. À son palmarès d’entraîneur à Marseille, Mario Zatelli compte donc une remontée en première division en 1966, une Coupe de France en 1969, un titre de champion de France en 1971 et un doublé Coupe-Championnat en 1972. Il est alors, et reste en 2021, l’entraîneur ayant dirigé le plus de matchs de l'Olympique de Marseille : 203 toutes compétitions confondues, pour 98 victoires.
Retraité du métier d’entraîneur, il reste un amoureux du club, chroniqueur et spectateur régulier jusqu'à ses 90 ans. Il retrouvait régulièrement ses anciens coéquipiers et joueurs, au sein de l'amicale dont il était devenu le doyen. Il meurt le 7 janvier 2014 à son domicile de Sainte-Maxime (Var). Une place « Mario-Zatelli » est inaugurée au pied de la tribune Ganay du Stade vélodrome,.

## Palmarès
Joueur
- Champion du Maroc : 1932, 1933, 1934, et 1935 (US Marocaine Casablanca)
- Champion d'Afrique du Nord : 1932, 1933, et 1934 (US Marocaine Casablanca)
- Champion de France en 1937 et 1948 (Olympique de Marseille)
  - Vice-champion de France en 1938 (Olympique de Marseille)
- Coupe de France en 1938 (Olympique de Marseille)[51]
- Champion de Zone Sud en 1943 (Toulouse FC) - titre non officiel
  - Vice-champion de zone sud en 1941 et 1942 (Toulouse FC)
- Coupe de France de Zone Sud en 1941 (Toulouse FC) - titre non officiel

Entraîneur
- Champion de France en 1972 (OM)
- Coupe de France en 1969 et 1972 (OM)
  - Finaliste de la coupe de France en 1962 (FC Nancy)
- Vice-champion de France de Division 2 en 1962 (FC Nancy)
- Entraîneur de l'année France Football en 1970.

## Statistiques

### Joueur
| Saison    | Club                   | Championnat | Championnat | Championnat | Coupe | Coupe |
| Saison    | Club                   | Comp.       | M.          | B.          | M.    | B.    |
| --------- | ---------------------- | ----------- | ----------- | ----------- | ----- | ----- |
| 1935-1936 | Olympique de Marseille | D1          | 19          | 13          | 2     | 1     |
| 1936-1937 | Olympique de Marseille | D1          | 21          | 25          | 3     | 2     |
| 1937-1938 | Olympique de Marseille | D1          | 24          | 20          | 7     | 3     |
| 1938-1939 | Racing Club de Paris   | D1          | 15          | 11          | -     | -     |
| 1940-1941 | Toulouse FC            | D1-ZL       | -           | -           | 6     | 6     |
| 1941-1942 | Toulouse FC            | D1-ZL       | -           | -           | 3     | 1     |
| 1942-1943 | Toulouse FC            | D1-Sud      | -           | -           | 1     | 1     |
| 1943-1944 | ÉF Marseille-Provence  | D1-Féd      | 14          | 2           | 1     | 0     |
| 1944-1945 | Toulouse FC            | D1-Sud      | -           | -           | 4     | 2     |
| 1945-1946 | Olympique de Marseille | D1          | 23          | 9           | 5     | 3     |
| 1946-1947 | Olympique de Marseille | D1          | 25          | 17          | 3     | 3     |
| 1947-1948 | Olympique de Marseille | D1          | 2           | 1           | 0     | 0     |

### Entraineur
- SO Saint-André ( France, DH) : 1948 à 1950
- SC Draguignan ( France, CFA) : 1950-1951
- OGC Nice ( France, D1) : 1952-1953 (directeur sportif en 1951-1952)
- Olympique d'Hussein-Dey ( Algérie française, DH) : 1953-1954
- FC La Voulte-Valence ( France, CFA) : 1954-1959
- FC Nancy ( France, D2 puis D1) : 1959 à 1964
- Olympique de Marseille ( France, D2 puis D1) : quatre périodes comme entraineur entre 1964 et 1973, entre lesquelles il reste au club comme entraineur de la réserve, puis directeur sportif après 1971.
  - 1964 à 1966
  - 1968 (novembre) à 1970 (décembre)
  - 1972 (mars à juin)
  - 1973 (mars à juillet)